# Costas Simitis
Konstantinos Simitis, más conocido como Kostas Simitis o  Costas Simitis (en griego: Κώστας Σημίτης) (El Pireo, 23 de junio de 1936-Corinto, 5 de enero de 2025) fue un político griego que actuó como Primer ministro de Grecia entre 1996 y 2004.

## Biografía
Nació en El Pireo. Se graduó en Derecho en la universidad de Marburgo (Alemania) y amplió sus estudios de economía en la London School of Economics. Fue profesor de Derecho Comercial y Civil en Grecia y Alemania. Accedió a la política en 1960, cuando se integró en el Movimiento de Liberación Panhelénico (PAK), precursor del socialista PASOK, que contribuyó a fundar. En 1967, se exilió después de ser acusado de traición y de tenencia de explosivos por la Junta Militar griega. A partir de 1981 estuvo al frente de diversos ministerios. Fue jefe del Movimiento Socialista Panhelénico (PASOK) y primer ministro de Grecia entre 1996 y 2004.